# Saint Aignan (Mayenne)
Saint Aignan era una comuna francesa que estaba situada en el departamento de Mayenne, de la región de Países del Loira, que entre 1790 y 1794 pasó a formar parte de la comuna de Gennes-sur-Glaize.

## Demografía
No constan datos demográficos de la comuna en el momento de su fusión.